# Pat O'Connor (piloto de carreras)
Pat O'Connor (North Vernon, Indiana; 9 de octubre de 1928-Indianápolis, Indiana; 30 de mayo de 1958) fue un piloto de carreras estadounidense. O'Connor murió en una pila de 15 autos luego de recibir un golpe fatal en la cabeza después de haber rodado con su auto y que este se prendiera fuego. O'Connor ingresó en el Salón de la Fama de la National Sprint Car en 1995. Fue el Pole-sitter de las 500 Millas de Indianápolis de 1957 y su mejor resultado fue un octavo lugar en la carrera (dos veces en sus cinco participaciones) sin puntos en el Campeonato Mundial de Pilotos.

## Carrera

### Muerte
Dick Rathmann y Ed Elisian tomaron la salida en la primera fila, con Jimmy Reece en el exterior de la misma. Elisian toma la curva 3 en la primera vuelta y se choca con Rothmann llevándoselo al paredón y comenzando un choque masivo que involucra 15 pilotos. Según A.J. Foyt, el monoplaza de O'Connor chocó contra el de Reece, haciéndolo volar 15 metros en el aire. O'Connor cayó en el suelo boca abajo, para luego volver sobre sus ruedas. Los médicos aseguraron que O'Connor murió en el acto por la fractura de su cráneo al caer con el auto encima. Ampliamente culpable por el accidente, Elisian fue suspendido por la USAC debido al accidente (aunque fue reincorporado a los pocos días). Elisian sería repudiado por la comunidad automovilística. A partir de ese accidente se incorporarían a la competencia ciertas reglas de seguridad. Por ejemplo, para las 500 Millas de Indianápolis de 1959 las barras de metal soldadas a la estructura del auto detrás de la cabeza del conductor eran obligatorias, y para pasar la certificación de seguridad por parte de los funcionarios médicos era obligatorio el uso de cascos aprobados por los mismos.